# Robert Zumbühl
Robert Zumbühl (1901 - 1974), was een Zwitsers politicus.
Robert Zumbühl was lid van de Vrijzinnig Democratische Partij (FDP). Hij was voor de FDP lid van de Regeringsraad van het kanton Zürich.
Robert Zumbühl was van 1 mei 1965 tot 30 april 1966 voorzitter van de Regeringsraad (dat wil zeggen regeringsleider) van het kanton Zürich.